# Torre de Contrast
La torre de Contrast és una torre de defensa que presideix les masies de Contrast, petit nucli format per tres cases i la capella de Sant Maur. La fortificació fou declarada bé cultural d'interès nacional.

## Arquitectura
Es tracta d'una torre cilíndrica, alta i esvelta, composta de tres trams concretats en uns baixos i dos pisos superposats, separats per voltes cupulars de pedra. La seva alçada és d'uns 20 m aproximadament, bé que originàriament en tenia uns dos més, corresponents probablement al terrat, que li foren llevats durant unes restauracions. El diàmetre extern de la base circular és d'uns 6,40 m, mentre que l'intern no supera els 2,40 m, d'on es desprèn una gruixària del mur a la base d'uns 2 m.
El gruix del mur, com ja és habitual en aquesta mena de construccions, disminueix en cadascun dels pisos a mesura que guanyen alçada, de tal manera que el diàmetre intern del primer pis fa uns 3 m i el del segon uns 3,40 m.
La porta, encarada a migjorn, s'obre al nivell del primer pis. D'estructura simple, és coronada amb un arc de mig punt adovellat. A l'entorn de la porta hi ha un seguit d'espitlleres que es repeteixen al segon pis, acompanyades d'un ampli finestral obert posteriorment.
Malgrat la seva transformació funcional com a dipòsit d'aigua, el seu estat de conservació, gràcies a la restauració portada a terme pels seus propietaris, és excel·lent.
Tot i que una bona part de les torres rodones que trobem a Catalunya són datables al segle xi, tanmateix aquesta, per l'estructura del seu aparell fet amb blocs irregulars, però ben carejats, sembla que fou aixecada en una època més tardana, probablement entre la fi del segle xii i el principi del xiii.

## Història
Presidia una quadra documentada des del 1241, bé que l'origen és més remot com ho indica la capella, en part romànica, i la torre (feta al segle XII-inici del XIII). El lloc fou de domini abacial de Sant Pere dels Arquells i de Montserrat; en l'aspecte civil, pertangué als Jorba i més tard als Rocabertí. Fou restaurada el 1983 pel seu propietari Josep Cortès.